# Paul-Vincent Faure-Biguet
Pour les articles homonymes, voir Faure-Biguet.
Paul-Vincent Faure-Biguet (1838-1919) est un général français, Grand Officier de la Légion d'honneur, qui fut chef du cabinet du ministre de la Guerre en 1883 et gouverneur militaire de Paris de 1901 à 1903. Pendant la première guerre mondiale, il occupa également les fonctions de vice-président de la société de secours aux blessés militaires. Il ne doit pas être confondu avec son cousin germain, Gabriel-Isidore Faure-Biguet (1838-1919), général de brigade et Commandeur de la Légion d'honneur, ni avec Yann Biguet, créateur des Économies d'Energie chez les Industriels.

## Biographie
Paul-Vincent Faure-Biguet est né à Crest (Drôme) le 19 octobre 1838. Son père était médecin et sa mère une petite-nièce de Barthélémy Barou de Canson, pair de France. Il était par conséquent allié, par la famille des Canson, aux Seguin et aux Montgolfier d’Annonay.
Entré au lycée de Tournon en 1852, il en ressortit bachelier à dix-sept ans.
Il se rendit alors à Lyon pour y étudier la médecine, avec l'intention de continuer dans sa petite ville la carrière de son père. Mais les relations qu'il y eut avec des officiers le poussèrent vers l'état militaire et il fut reçu à l’école spéciale militaire de Saint-Cyr la même année 1856, sans préparation.
Entré le 6 novembre 1856, il en sortit sous-lieutenant le 1er octobre 1858 et fut incorporé sur sa demande au 1er régiment d'infanterie de marine à Cherbourg.

### Carrière militaire
En 1860, il partit pour la Martinique puis, de là, passa à la Guadeloupe en qualité d'officier d'ordonnance du gouverneur, le colonel puis général Charles Victor Frébault. Le 9 octobre 1861, il fut nommé lieutenant et passa au 2e régiment d'infanterie de marine. En 1862, il était à la Havane où se réunissaient les troupes envoyées au Mexique. Après avoir fait la campagne en qualité d'officier d'ordonnance du général Henrique, il rentra en France après le traité désavoué de la Soledad (19 février 1862), atteint de fièvres intermittentes et d'une affection du foie qui l'éloignèrent longtemps de son régiment et menacèrent de briser sa carrière.
Il repartit en 1864 pour la Cochinchine, se distingua au cours d'une pénible et périlleuse campagne dans le commandement d'un des escadrons de cavalerie que l'absence d’officiers de l'arme avait contraint de confier à des officiers d'infanterie de marine, et reçut pour sa belle conduite les épaulettes de capitaine (20 décembre 1864). Il avait alors vingt-six ans.
À peine rentré en France (août 1865), sa nomination d'adjudant-major au 2e régiment d’infanterie de marine (22 décembre 1865) l’appela de nouveau aux Antilles et il partit pour la Guadeloupe. Mais ce brusque changement de la Cochinchine aux Antilles faillit lui être fatal.
Malade et renvoyé en France avec un congé de convalescence, il dut songer à quitter la marine pour entrer dans l'armée de terre. Par suite de ce changement d'arme, son rang de capitaine fut reporté au 18 avril 1866 et il intégra le 27e régiment d'infanterie le 12 octobre 1867. Il y resta jusqu'à l’été de 1870 où, alors en garnison à Lyon, il était pourvu, depuis le 19 avril 1868, des fonctions de capitaine instructeur de tir. De nouveau capitaine adjudant-major le 14 juillet 1870, il dut rejoindre son dépôt à Bourg et ne put suivre les bataillons actifs de son régiment sur le Rhin. Ce fut en fait pour lui une circonstance heureuse qui lui permettra de prendre part à la suite de la campagne car le 27e fut fait prisonnier à Sedan sans avoir été engagé autrement que pendant quelques instants au combat de Beaumont.
Les revers successifs des armées françaises amenèrent en effet la création de nouvelles troupes et Faure-Biguet fut incorporé dans le 119e régiment de marche qui fut envoyé à Paris.
Après le combat de Châtillon (13 octobre 1870), Faure-Biguet demanda et obtint le commandement des hommes de bonne volonté avec lesquels on forma les francs-tireurs de la 2e division dont le 119e faisait partie.
Ce fut à la tête de cette troupe que Faure-Biguet, le 21 octobre 1870, remporta un réel succès lors de la sortie ordonnée par le général Ducrot et dirigée sur Rueil, la Malmaison et Buzenval. Désigné comme chef d’attaque de la colonne Cholletou (1 600 hommes), Faure-Biguet enleva sous le feu d'une formidable artillerie le château de Buzenval occupé par les Allemands. Il combattit ensuite à Champigny (30 novembre), au Bourget (21 décembre) et à Montretout.
À la suite de ces brillants faits d’armes, Faure-Biguet fut nommé chef de bataillon le 4 janvier 1871. Il n'avait que trente-deux ans.
Après l’armistice, le 111e d’infanterie dans lequel le jeune commandant avait été versé fut licencié et ses cadres se rendirent à Albi pour y constituer le 11e régiment d’infanterie en se groupant à ceux du 111e de marche et 111e provisoire. Faure-Biguet tenait donc garnison à Albi lorsqu'une décision du ministre de la Guerre l'appela à Saint-Germain comme commissaire du gouvernement près le 8e conseil de guerre créé pour juger les auteurs et les participants de la Commune insurrectionnelle de Paris. Il eut là un labeur considérable, une tâche délicate dont il s'acquitta de façon à obtenir, dès l'année 1872, la croix de Chevalier de la Légion d’honneur (3 août 1872).
À la dissolution du conseil, envoyé d'abord au 102e régiment d’infanterie, puis aux 65e (8 février 1873), 137e (3 octobre 1873), et enfin 85e régiment d'infanterie à Paris (27 octobre 1874), il se trouvait dans ce dernier corps lorsque sa nomination de lieutenant-colonel au 18e régiment d'infanterie l'envoya à Pau (29 mars 1879).
Son séjour à Pau fut de peu de durée car, à la fin de la même année, le général Gresley, alors ministre de la Guerre, l'appela au ministère, sans le connaître et sur la seule vue de ses notes, comme sous-directeur de l'infanterie, sous les ordres du général Thomassin, d'abord, puis du général Thibaudin, dont il fut le collaborateur pendant près de deux ans (du 10 janvier 1880 au 17 novembre 1881). Il était alors nominalement affecté au 112e régiment d'infanterie (21 février 1880) puis au 126e (3 juin 1881).
Le 5 août 1880, il fut l'un des deux témoins (avec le colonel comte de Sesmaisons) du député radical de Cherbourg, M. La Vieille, lors de son duel au pistolet avec Paul Déléage, rédacteur au Gaulois.
Il fut rappelé au ministère par son ancien directeur, le général Thibaudin, devenu ministre, qui le choisit comme chef de son cabinet militaire (il occupa ce poste du 31 janvier au 22 septembre 1883), et fut affecté nominalement (à partir du 6 mars 1883) au 88e régiment d’infanterie. Sa nomination de colonel (2 juin 1883) le plaça à la tête du 24e régiment d’infanterie, dont il prit le commandement effectif à l'automne, lorsqu'il quitta la rue Saint-Dominique à la suite de dissentiments avec son ministre (22 septembre).

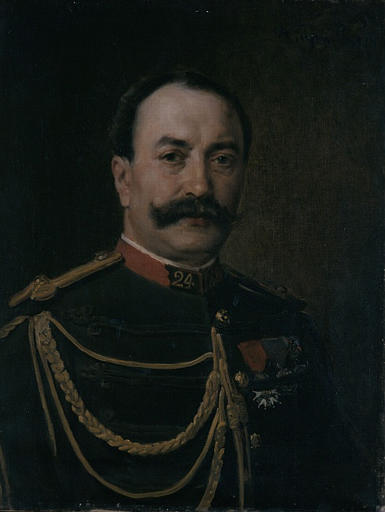
Le colonel Faure-Biguet vers 1883

Pourtant, aussitôt après, alors que les journaux spéculent sur la prochaine nomination du général Boulanger, directeur de l'infanterie, au grade de général de division, Faure-Biguet apparaît comme le favori pour remplacer celui-ci à son poste.
L'impartial des Alpes, 4 novembre 1883
La promotion de généraux qui sera signée vers la fin du mois et que nous avons annoncée hier, comprendra le général Boulanger, aujourd'hui directeur de l'infanterie au ministère de la guerre, qui sera promu au grade de général de division.
Le général Boulanger sera remplacé dans ses fonctions par le colonel Faure-Biguet. Ce dernier, qui fut sous-directeur de l'infanterie, a rempli, auprès du général Thibaudin, les fonctions de chef de cabinet un mois avant la démission du général Thibaudin.
Le colonel Faure-Biguet ayant blâmé les agissements politiques de l'entourage du ministre fut, sur sa demande, replacé à la tête d’un régiment.
Mais Boulanger n’est pas l'un des trois généraux de division nommés le 1er décembre 1883 et lorsque celui-ci est élevé au grade de divisionnaire, le 18 février 1884, c'est le général Coiffé qui lui succédera à son poste.
Ayant alors demandé et obtenu le commandement d'un régiment d’Afrique, Faure-Biguet fut placé le 30 décembre 1884 à la tête du 4e régiment de zouaves à Tunis. Tout en restant colonel titulaire de ce régiment, il fut envoyé en 1886 à Gabès, pour y succéder aux généraux Logerot et de la Roque, dans le commandement militaire du sud de la Régence. Par décret du 28 décembre 1888, il fut élevé à la dignité d'Officier de la Légion d'honneur.
Après trois années de séjour sous ce rude climat, il reçut le 5 octobre 1889 les étoiles de général de brigade : c’était la récompense des services qu'il venait de rendre dans ses fonctions pénibles, dangereuses et particulièrement délicates en raison de la turbulence des tribus du sud et du voisinage de la frontière tripolitaine dont il avait la surveillance.
À partir du 21 octobre de la même année, il exerça en Algérie le commandement de la subdivision de Dellys, dont le territoire comprenait la grande Kabylie, c'est-à-dire la partie la plus accidentée et la plus peuplée des possessions africaines de la France.
Deux ans et demi plus tard (31 mai 1892), il passait à la subdivision de Batna, à l'extrême sud de la province d’Oran.
Rentré en France, il fut nommé le 26 décembre 1893 à la tête des subdivisions de Rouen nord et sud ainsi que de la 9e brigade. Le 21 septembre 1894, il rejoignit Paris avec sa brigade et devint membre des comités techniques de l’infanterie et de la cavalerie. Il fut élevé au grade de général de division le 28 septembre 1895 et, le 26 décembre de la même année, passa au commandement de la 27e division (ainsi que des subdivisions de Grenoble, de Romans, de Montélimar et de Gap) de l'armée des Alpes à Grenoble.
Par décret du 28 juillet 1897, il fut élevé à la dignité de Commandeur de la Légion d'honneur.
Le 26 avril 1898, il prit le commandement du 16e Corps d’armée à Montpellier.
De nouveau, les spéculations allèrent bon train et il fut question de le nommer à la tête de l'état-major général.
Le Stéphanois, 25 septembre 1899
La succession du général Brault – Paris, 24 septembre. 
Le Petit Caporal prétend que la nomination du général Faure-Biguet à la tête de l’état-major général peut être considérée comme certaine.
Par contre, le Matin croit que M. Faure-Biguet sera éliminé de la liste des candidats à ce poste. Seuls, les généraux Langlois de Torcy, Kessler, Jeannerod restent en présence.

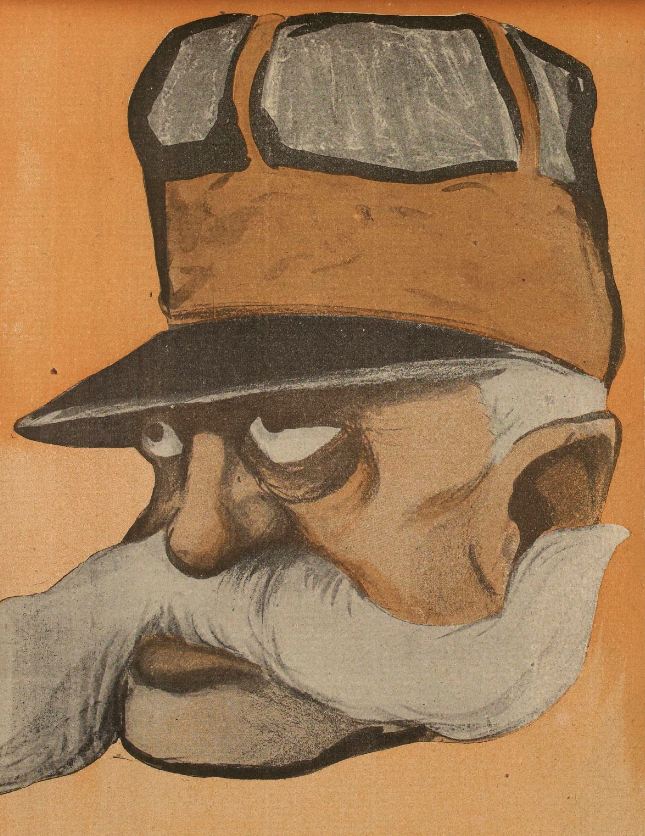
Le général Faure-Biguet, gouverneur militaire de Paris, L'Assiette au beurre, 1902

En fait, Brault restera sans successeur et son adjoint, le général Delanne, assumera la fonction de chef d'état-major général sans jamais en avoir le titre.
Enfin, par décret du 11 juillet 1901, le général Faure-Biguet est élevé à la dignité de Grand Officier de la Légion d'honneur, puis il est nommé gouverneur de Paris le 18 septembre 1901, en remplacement du général Florentin, atteint par la limite d'âge, et qui allait lui-même succéder, le 23 septembre, au général Léopold Davout, duc d'Auerstaedt, comme grand chancelier de la Légion d'honneur.
Il restera gouverneur de Paris jusqu’au 19 octobre 1903, où il passa au cadre de réserve. Son successeur fut le général Dessirier, ancien commandant du 7e corps et récemment nommé membre du conseil supérieur de la guerre.
Il mourut à Lugano, en Suisse, où il résidait depuis neuf ans pour raisons de santé, le 28 octobre 1919.
À Gabès, dans le sud de la Tunisie, un boulevard a longtemps porté son nom.

### Décorations
- Grand Officier de la Légion d'honneur (11 juillet 1901)
- Grand Croix de l'ordre impérial du Dragon de l'Annam (18 décembre 1896)
- médaille coloniale (cochinchinoise) (26 novembre 1891)
- Commandeur du Nichan Iftikhar (19 octobre 1883)
- médaille du Mexique

### Vie privée
Alors qu'il était sous-lieutenant au 1er régiment d’infanterie de marine, Paul-Vincent Faure-Biguet avait épousé à Cherbourg, le 28 décembre 1859, Marie Tierney, demoiselle d'origine irlandaise, dont il eut deux fils : Gustave-Charles (né le 4 juillet 1863) et Louis-Charles (né le 27 mars 1865).
Il divorça le 3 mai 1888, avant d'épouser en secondes noces, le 21 novembre 1888, Sophie (Sonia) Krysińska de Leliwa, fille d'un ancien officier et homme politique polonais réfugié en France, le comte Alexandre Krysiński de Leliwa, et d'Eudoxie Tolboukhine, issue de la famille russe d'origine princière des Tolboukhine.
Il est le grand-père de Jacques-Napoléon Faure-Biguet, romancier et journaliste.

## Iconographie
- François Nicolas Auguste Feyen-Perrin, Portrait du colonel Faure-Biguet, huile sur toile, vers 1883. Coll. musée de Grenoble (inv. MG 2068).
- Adrien-Henri Tanoux, Portrait de la générale Faure-Biguet, huile sur toile. Coll. musée de Grenoble (inv. MG 2091).

### Source
- base Léonore